# St. Johann Nepomuk (Geiselbullach)

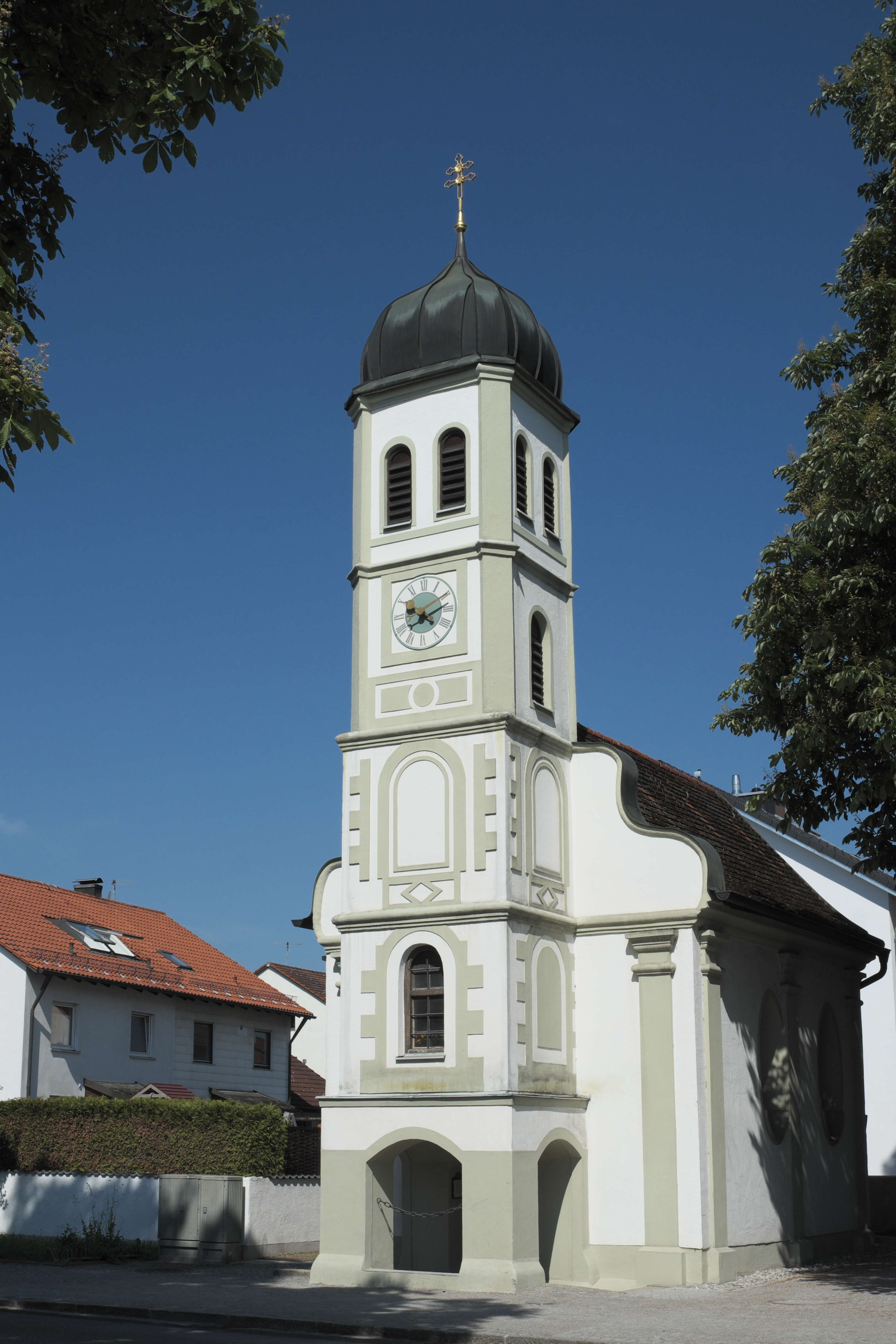
Kapelle St. Johann Nepomuk

Die katholische Kapelle St. Johann Nepomuk in Geiselbullach, einem Ortsteil der Gemeinde Olching im oberbayerischen Landkreis Fürstenfeldbruck, wurde 1726/27 errichtet. Sie diente ursprünglich als Kapelle des Schlosses, das Johann Adam Geisler, der Hofkammerrat des bayerischen Kurfürsten Max Emanuel, für sich erbauen ließ. Der Turm entstand 1816 unter dem späteren Schlossbesitzer Alois Sabbadini. Die Kapelle, die Johannes Nepomuk geweiht ist, gehört zu den geschützten Baudenkmälern in Bayern.

## Architektur

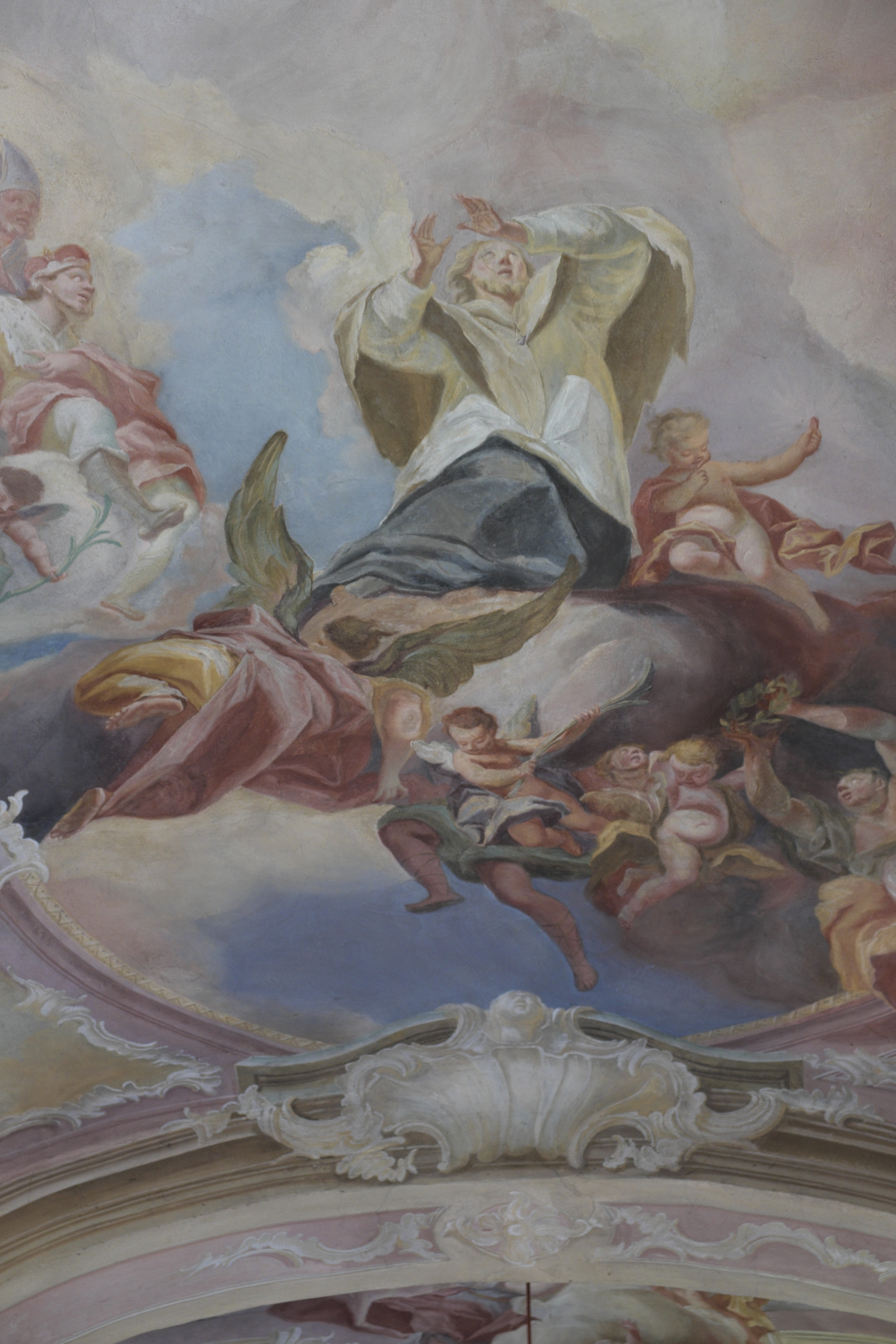
Johannes Nepomuk

Die Kapelle ist ein barocker Saalbau mit eingezogenem Chor. Die Westfassade wird durch zwei Pilaster gegliedert und von einem Schweifgiebel bekrönt. Vor der Fassade erhebt sich der in fünf Stockwerke gegliederte und mit einer Zwiebelhaube gedeckte Glockenturm. Das untere Geschoss ist als offene Vorhalle angelegt, in der das Portal integriert ist. Die oberen Geschosse sind mit Blendfeldern verziert. Das oberste Stockwerk ist auf allen vier Seiten von zwei rundbogigen Klangarkaden durchbrochen.

## Deckenmalereien
Die Deckenmalereien stammen aus der zweiten Hälfte des 18. Jahrhunderts und wurden vom kurkölnischen Hofmaler Johann Adam Schöpf ausgeführt. Im Chor sind Engel dargestellt, im Langhaus die Glorie des Kirchenpatrons, des heiligen Johannes Nepomuk.

## Ausstattung
- Unter dem Kruzifix steht eine farbig gefasste Schnitzfigur einer Mater Dolorosa, der ein Schwert die Brust durchbohrt.
- Eine Marmortafel enthält den Text der Stifterurkunde von Johann Adam Geisler aus dem Jahr 1726.

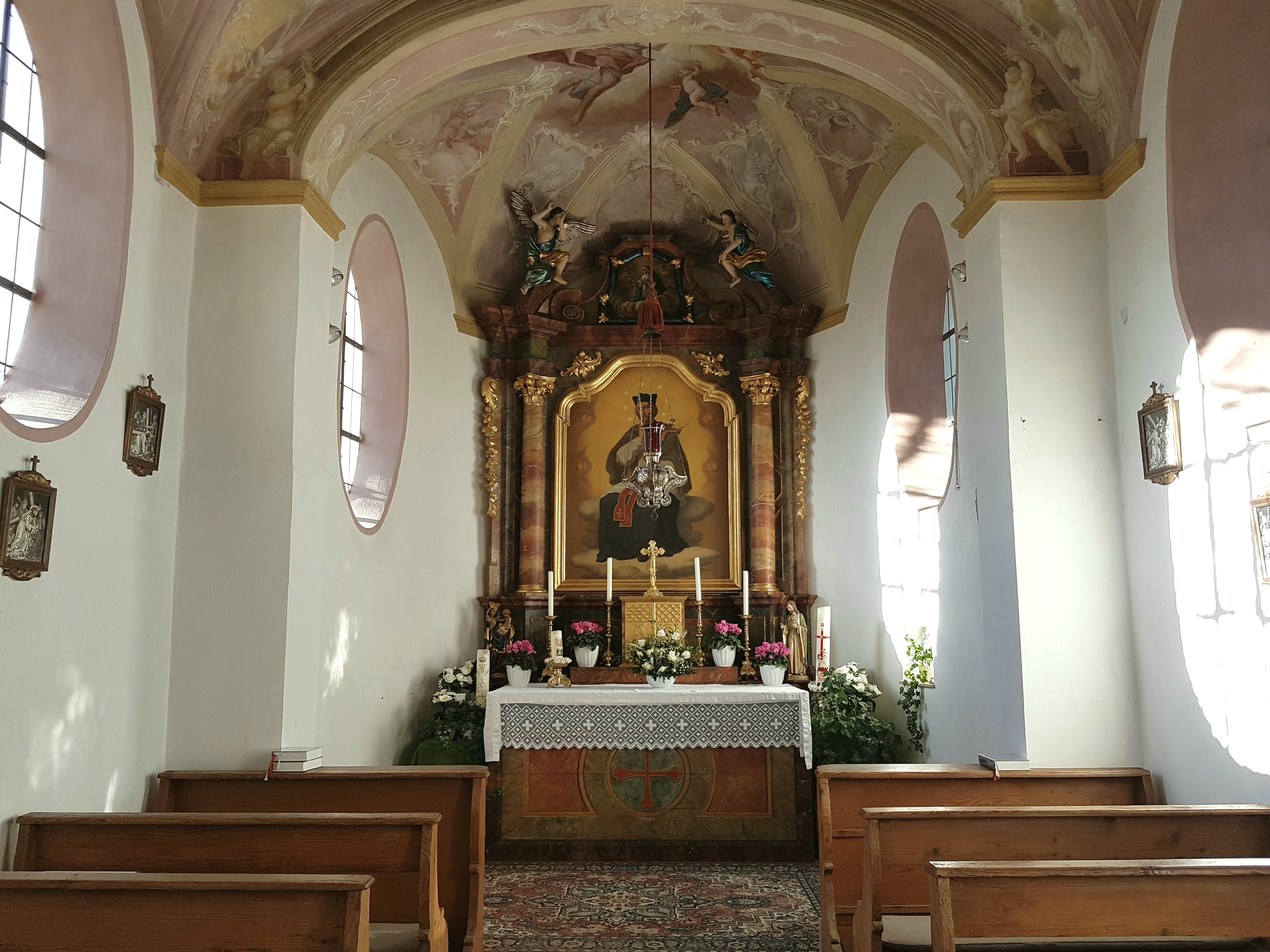
Innenraum, Blick zum Altar
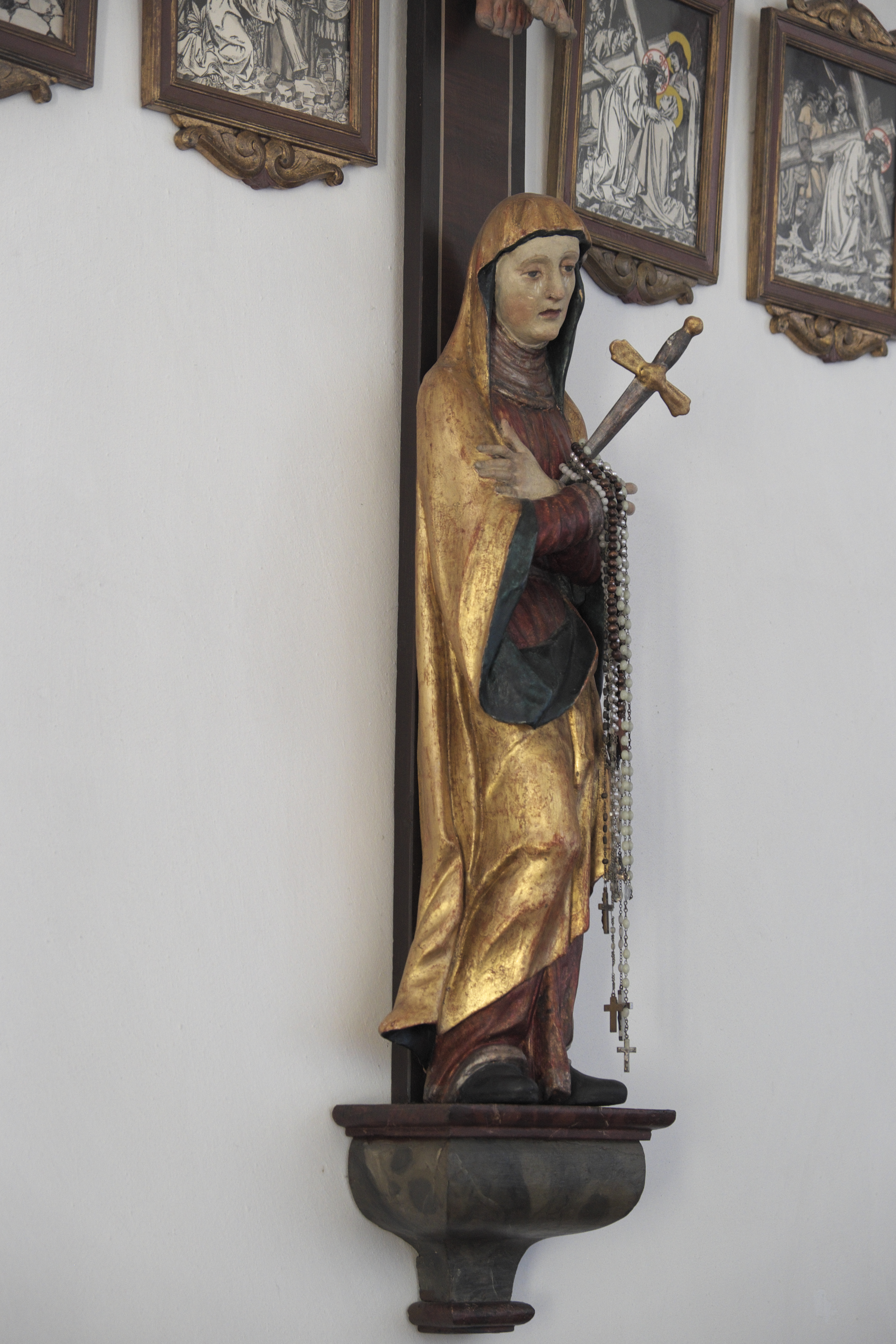
Mater dolorosa
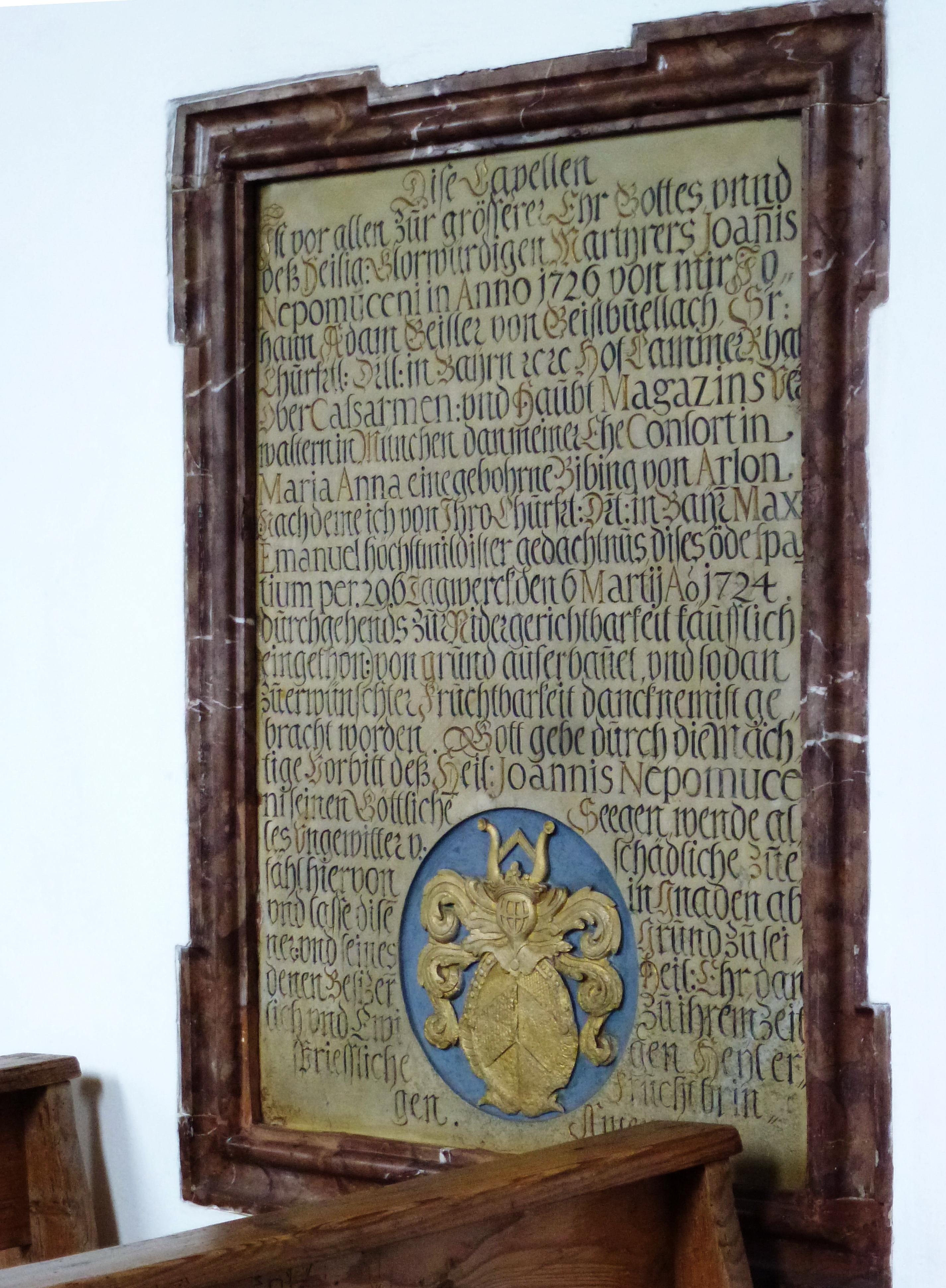
Stifterurkunde